# 고텐바선
고텐바선(일본어: 御殿場線, ごてんばせん)은 도카이 여객철도의 철도 노선 가운데 하나이다. 일본 가나가와현 오다와라시에 위치한 고즈역과 시즈오카현 누마즈시에 위치한 누마즈역을 잇는다.

## 차량
- 313계
- 211계
- 371계(마쓰다 ~ 누마즈 구간만)
- 오다큐 전철 60000형(마쓰다 ~ 누마즈 구간만)
- JR 동일본 E231계(고즈 ~ 야마키타 구간만)

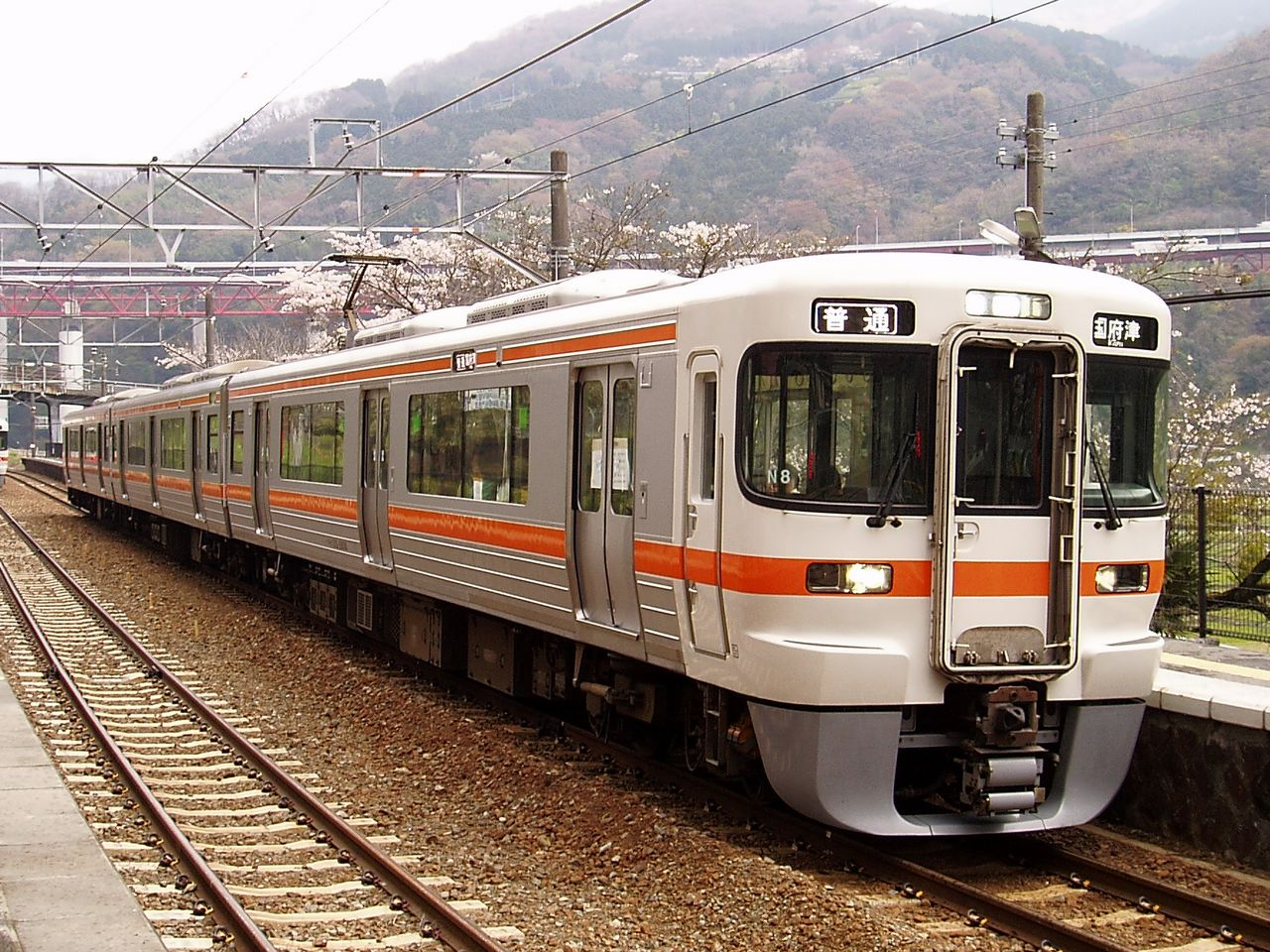
313계
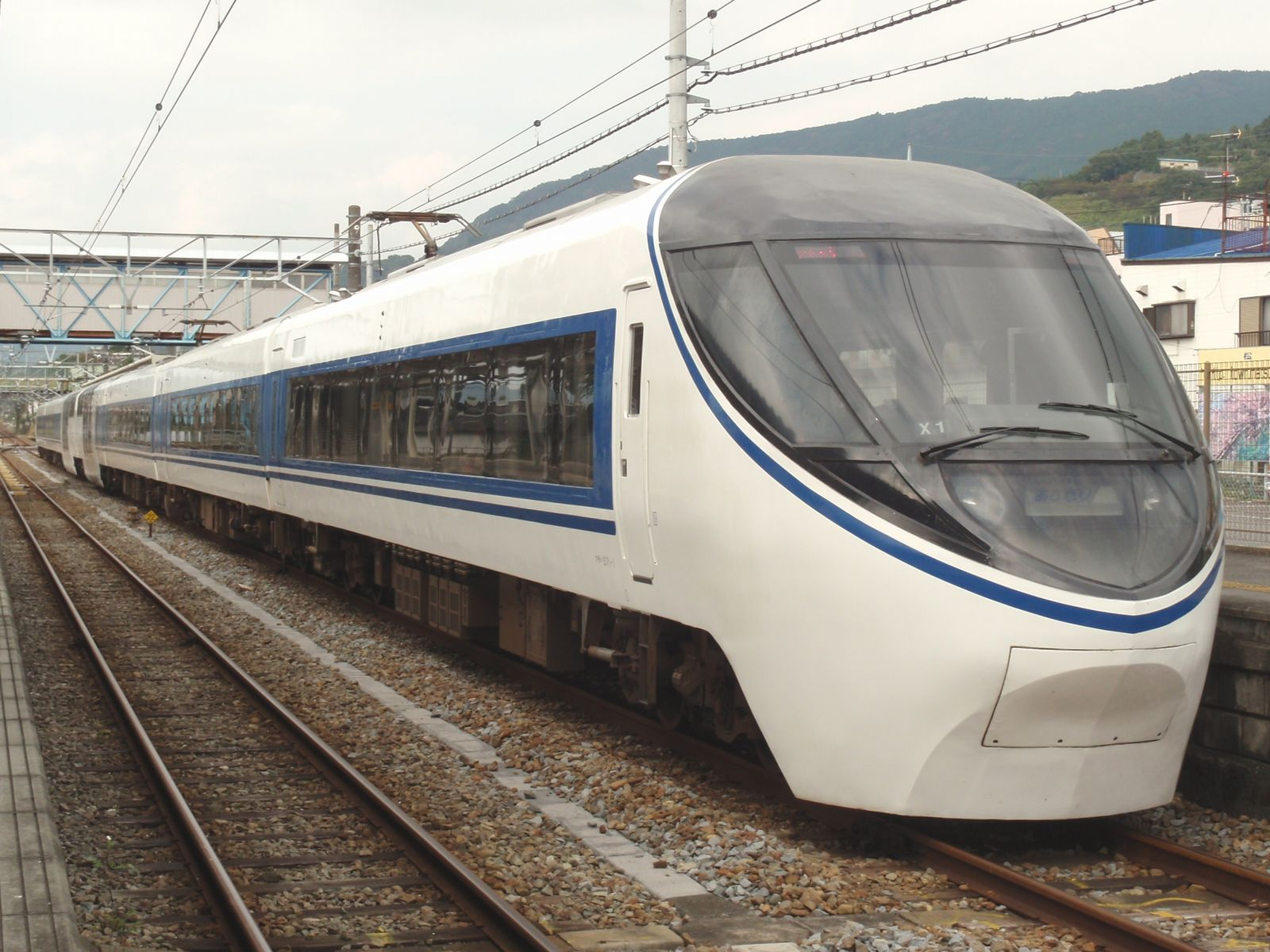
371계
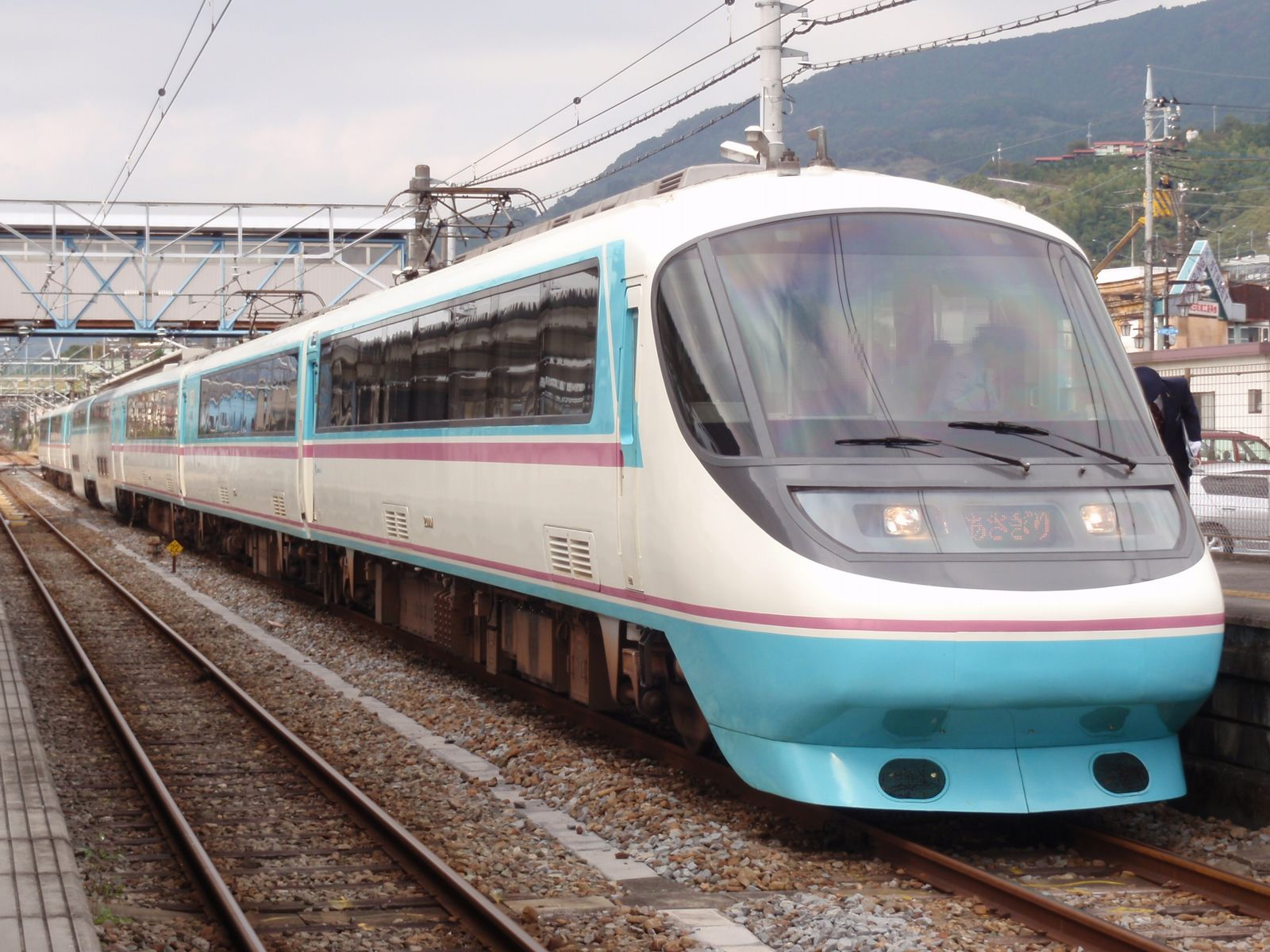
오다큐 전철 20000형
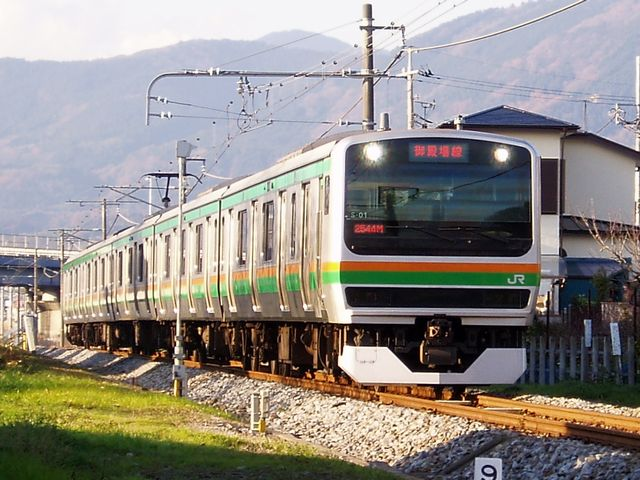
JR 동일본 E231계

## 역 목록
| 역번호 | 역 이름          | 일본어 이름 | 영업 거리 (km) | 접속 노선                      | 소재지               | 소재지                                | 소재지                         |
| CB 00  | 고즈             | 国府津      | 0.0            | 도카이도 본선(동일본 여객철도) | 가나가와현           | 오다와라시                            | 오다와라시                     |
| CB 01  | 시모소가         | 下曾我      | 3.8            |                                | 가나가와현           | 오다와라시                            | 오다와라시                     |
| CB 02  | 가미오이         | 上大井      | 6.5            | 아시가라카미군                 | 가나가와현           | 오이 정                               |                                |
| CB 03  | 사가미카네코     | 相模金子    | 8.3            | 아시가라카미군                 | 가나가와현           | 오이 정                               |                                |
| CB 04  | 마쓰다           | 松田        | 10.2           | 아시가라카미군                 | 가나가와현           | 오다큐 전철 오다와라 선 (신마쓰다 역) | 마쓰다정                       |
| CB 05  | 히가시야마키타   | 東山北      | 13.1           | 아시가라카미군                 | 가나가와현           |                                       | 야마키타정                     |
| CB 06  | 야마키타         | 山北        | 15.9           | 아시가라카미군                 | 가나가와현           |                                       | 야마키타정                     |
| CB 07  | 야가             | 谷峨        | 20.0           | 아시가라카미군                 | 가나가와현           |                                       | 야마키타정                     |
| CB 08  | 스루가오야마     | 駿河小山    | 24.6           | 시즈오카현                     | 슨토군 오야마정      | 슨토군 오야마정                       |                                |
| CB 09  | 아시가라         | 足柄        | 28.9           | 시즈오카현                     | 슨토군 오야마정      | 슨토군 오야마정                       |                                |
| CB 10  | 고텐바           | 御殿場      | 35.5           | 시즈오카현                     | 고텐바시             | 고텐바시                              |                                |
| CB 11  | 미나미고텐바     | 南御殿場    | 38.2           | 시즈오카현                     | 고텐바시             | 고텐바시                              |                                |
| CB 12  | 후지오카         | 富士岡      | 40.6           | 시즈오카현                     | 고텐바시             | 고텐바시                              |                                |
| CB 13  | 이와나미         | 岩波        | 45.3           | 시즈오카현                     | 스소노시             | 스소노시                              |                                |
| CB 14  | 스소노           | 裾野        | 50.7           | 시즈오카현                     | 스소노시             | 스소노시                              |                                |
| CB 15  | 나가이즈미나메리 | 長泉なめり  | 53.5           | 시즈오카현                     | 슨토 군 나가이즈미정 | 슨토 군 나가이즈미정                  |                                |
| CB 16  | 시모토가리       | 下土狩      | 55.6           | 시즈오카현                     | 슨토 군 나가이즈미정 | 슨토 군 나가이즈미정                  |                                |
| CB 17  | 오오카           | 大岡        | 57.8           | 시즈오카현                     | 누마즈시             | 누마즈시                              |                                |
| CB 18  | 누마즈           | 沼津        | 60.2           | 시즈오카현                     | 누마즈시             | 누마즈시                              | 도카이도 본선(도카이 여객철도) |